# Beatus Rhenanus

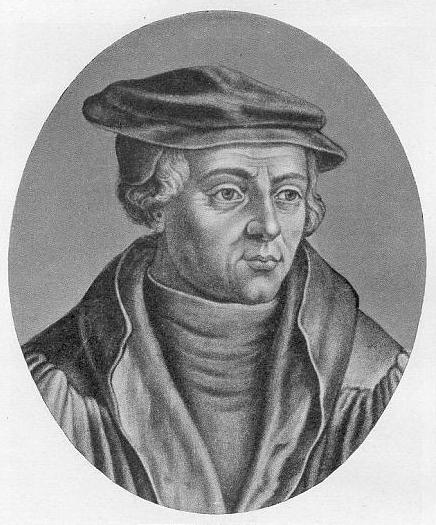
Beatus Rhenanus.

Beatus Rhenanus o Beato Renano (1485-1547) fue un humanista y religioso reformador protestante alemán, coleccionista de libros, y gran estudioso de los clásicos. Cursó estudios en la famosa escuela latina de Schlettstadt, de la que salieron una serie de destacados académicos, y en la Universidad de París, se dedicó al estudio  de los clásicos antiguos y de la historia alemana. Beatus trabajó como editor y corrector de pruebas en las editoriales del humanista Johann Froben y Johann Amerbach, en la preparación de muchos clásicos latinos y griegos para su publicación y la restauración de manuscritos antiguos dañados. También supervisó la publicación de las obras de muchos escritores luteranos y de humanistas como Tomás Moro. Fue el editor de fieles de las obras de Erasmo, y más tarde se convirtió en su biógrafo y editor de sus obras completas. 
Fuertemente influenciado por su profesor en la Universidad de París, Jacobus Faber Stapulensis, que promovió una visión humanista del aristotelismo, Beatus cree en una relación de apoyo mutuo entre la sabiduría de los escritores de la antigüedad clásica con las verdades reveladas por el cristianismo. Los trabajos del propio Renanus incluyen una biografía de Johann Geiler von Kaisersberg (1510), la Rerum Germanicarum Libri III (1531), ediciones de Veleyo Patérculo (1522), obras de Tácito (1519), Tito Livio (1522), y un volumen de trabajo de Erasmo (1540 a 1541).